# Kaesong
Kaesong (en coreà 개성시, AFI [kɛsʌŋ]) és una ciutat situada a la província Hwanghae del Nord a la part del sud de Corea del Nord, la primera Ciutat Directament Governada, i fou la capital de Corea durant el regnat de Taebong i el subsegüent Goryeo. La ciutat és a prop de la regió industrial Kaesong, té frontera amb Corea del Sud i conté les restes del palau Manwoldae. Va ser anomenada Songdo mentre va ser la capital antiga de Goryeo, la ciutat va prosperar com a centre de comerç que va produir la planta del ginseng coreà. Actualment Kaesong funciona com el centre d'indústria lleugera de Corea del Nord. És també sabut per la pronunciació japonesa del seu nom, "Kaijō", durant l'ocupació japonesa de 1910-1945. A causa de la proximitat de la ciutat amb la frontera amb Corea del Sud, Kaesong acolleix intercanvis econòmics transfronterers entre els dos països juntament amb la regió industrial Kaesong. L'any 2009 la ciutat tenia 192,578.

## Història

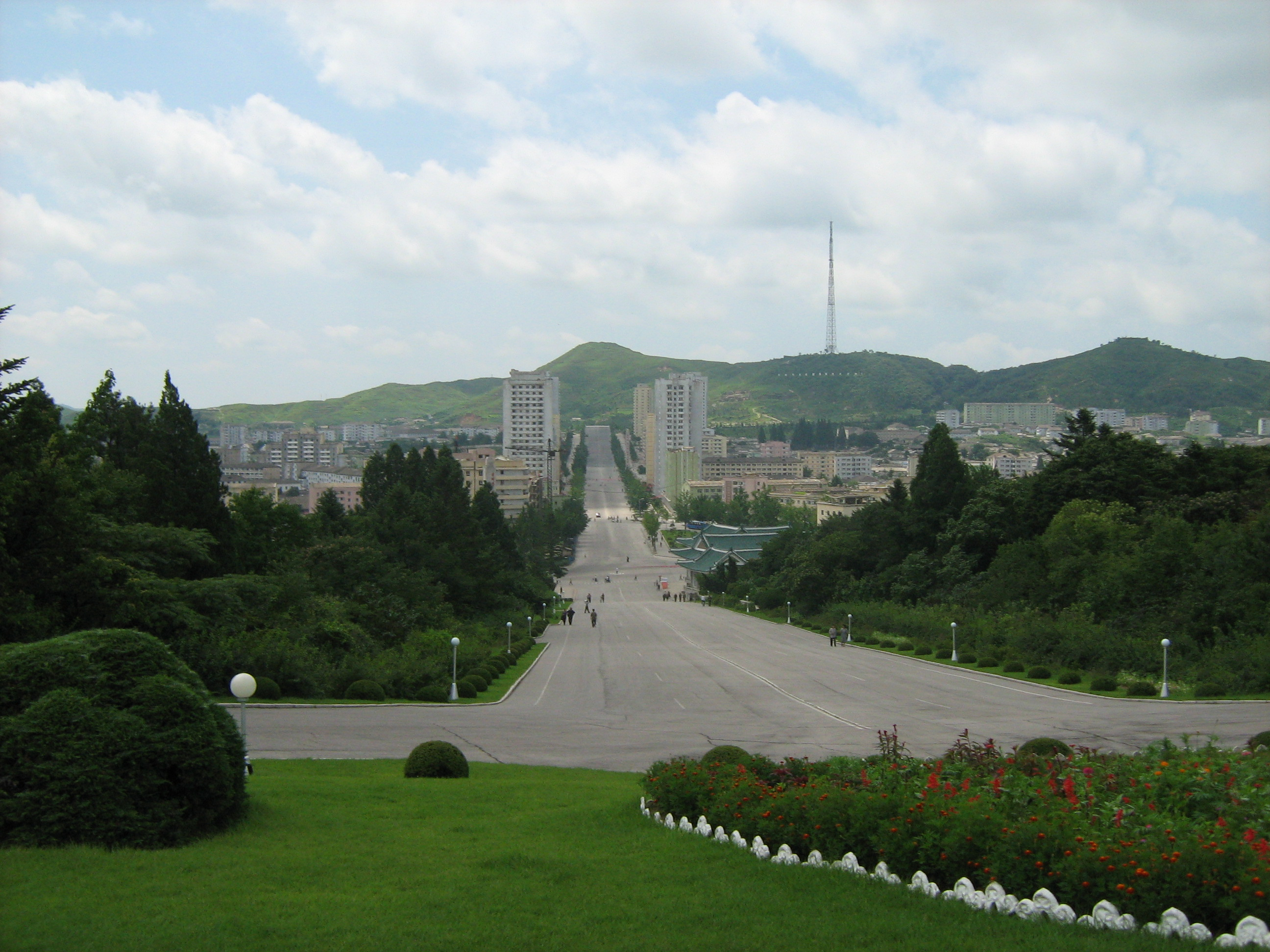
Kaesong a l'estiu.

Els primers signes arqueològics de pobladors a l'àrea de Kaesong data del Neolític Artefactes com la ceràmica de Jeulmun, estris de pedra, i destrals de pedra han estat excavades a Osongsan i Kaesong Nasong, el doble-fortalesa emmurallada de Kaesong. Tal com Kaesong ha estat ocupat per diversos estats al llarg de segles, el seu nom ha canviat. Va ser en el reialme de la confederació Mahan, i va ser referit com a Busogap durant el govern de Goguryeo. Abans que la força de Baekje retrocedís al sud-oest de Jungnyeong, Mungyeong Saejae, i badia d'Asan l'any 475, l'àrea havia estat una part de Baekje aproximadament 100 anys.